# Guerras da Nova Zelândia

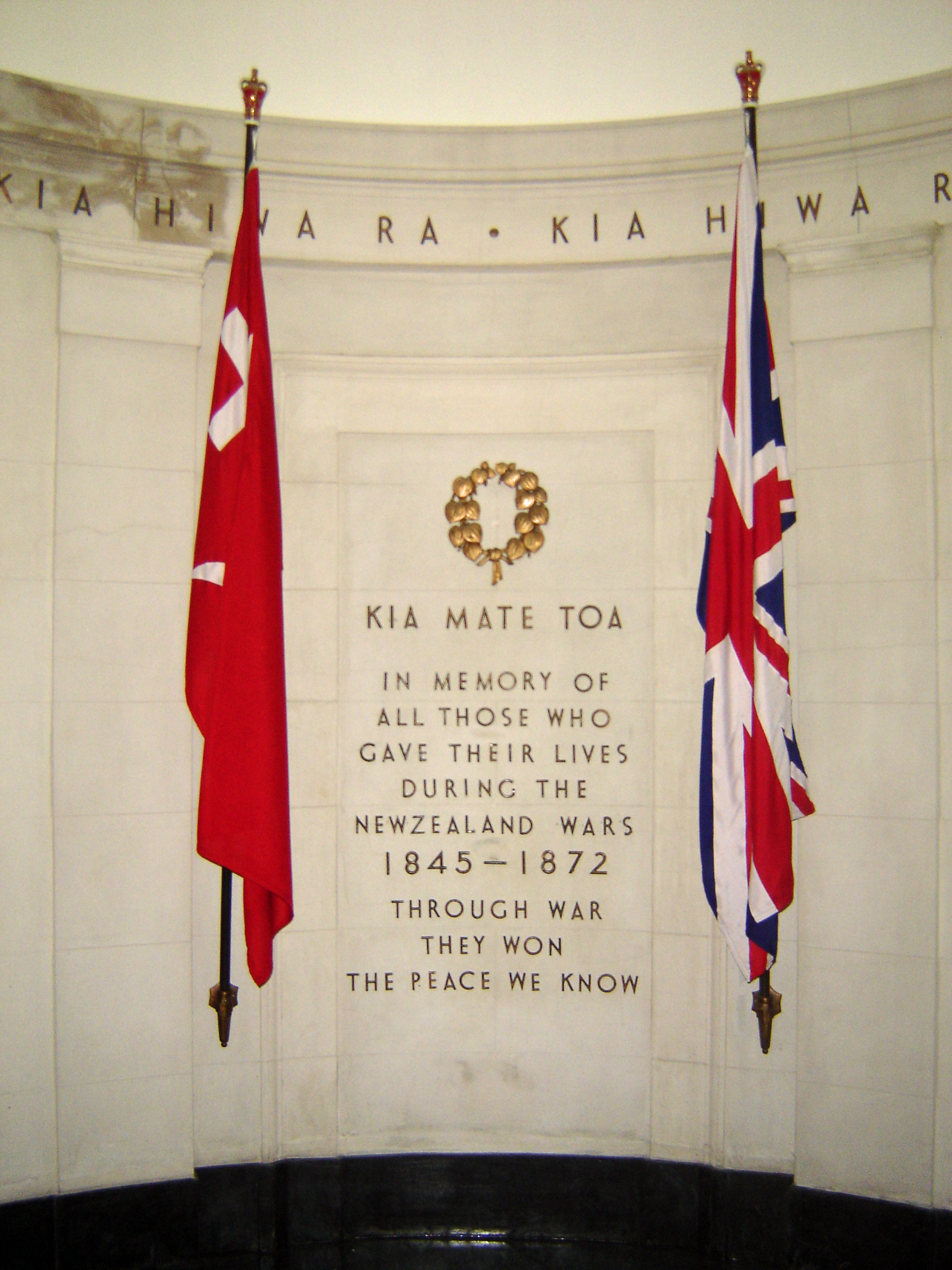
Museu Memorial da Guerra de Auckland

Guerras da Nova Zelândia ou Guerras Neozelandesas foram uma série de conflitos armados que ocorreram na Nova Zelândia de 1845 a 1872 entre o governo colonial europeu e os nativos maoris. Até os anos 1960, os europeus se referiam a elas como as Guerras Maori e o historiador James Belich foi um dos primeiros a se referir aos conflitos como as "guerras da Nova Zelândia" em seu livro 1987, The New Zealand wars and the Victorian interpretation of racial conflict.

## História
Embora as guerras fossem inicialmente conflitos localizados desencadeados por tensões sobre compras de terras disputadas, elas aumentaram dramaticamente a partir de 1860, quando o governo se convenceu de que enfrentava uma resistência Māori unida a novas vendas de terras e uma recusa em reconhecer a soberania da Coroa. O governo colonial convocou milhares de soldados britânicos para montar grandes campanhas para dominar o movimento Kīngitanga (Rei Māori) e também a conquista de terras agrícolas e residenciais para colonos britânicos.  Campanhas posteriores visaram a anular o chamado movimento Hauhau, uma parte extremista da religião Pai Mārire, que se opunha fortemente à conquista da terra Māori e desejava fortalecer a identidade Māori. 
No auge das hostilidades na década de 1860, 18 000 soldados do Exército Britânico, apoiados por artilharia, cavalaria e milícia local, lutaram contra cerca de 4 000 guerreiros Māori  no que se tornou um desequilíbrio grosseiro de mão de obra e armamento. Embora em menor número, os Māori foram capazes de resistir ao inimigo com técnicas que incluíam bunkers anti-artilharia, aldeias fortificadas cuidadosamente posicionadas, que lhes permitiam bloquear o avanço do inimigo e muitas vezes infligir pesadas perdas, mas rapidamente. abandonar suas posições sem perdas significativas. Táticas de estilo de guerrilha foram usadas por ambos os lados em campanhas posteriores, muitas vezes travadas em mata fechada. Ao longo das campanhas de Taranaki e Waikato, cerca de 1 800 Māori e 800 europeus morreram, e o total de perdas Māori ao longo de todas as guerras pode ter excedido 2 100.
A violência pela propriedade da terra eclodiu primeiro no Vale Wairau, na Ilha Sul, em junho de 1843, mas as tensões crescentes em Taranaki acabaram levando ao envolvimento das forças militares britânicas em Waitara em março de 1860. A guerra entre o governo e Kīngitanga Māori se espalhou para outros áreas da Ilha do Norte , com a maior campanha individual sendo a invasão de Waikato em 1863–1864, antes das hostilidades terminarem com as perseguições de Riwha Tītokowaru em Taranaki (1868–1869) e Rangatira (chefe) Te Kooti Arikirangi Te Turuki no costa leste (1868-1872).
Embora os Māori tenham sido inicialmente combatidos pelas forças do Exército Britânico, o governo da Nova Zelândia desenvolveu sua própria força militar, incluindo milícias locais, grupos voluntários de fuzileiros, os especialistas Forest Rangers e kūpapa (pró-governo Māori). Cerca de 2 500 homens da Austrália foram recrutados para os regimentos da milícia da Nova Zelândia. O governo também respondeu com uma legislação para aprisionar os opositores Māori e confiscar extensas áreas da Ilha do Norte para venda aos colonos, com os fundos usados para cobrir as despesas de guerra;  medidas punitivas que nas costas leste e oeste provocaram uma intensificação da resistência e agressão Māori.